# Đạm Phương

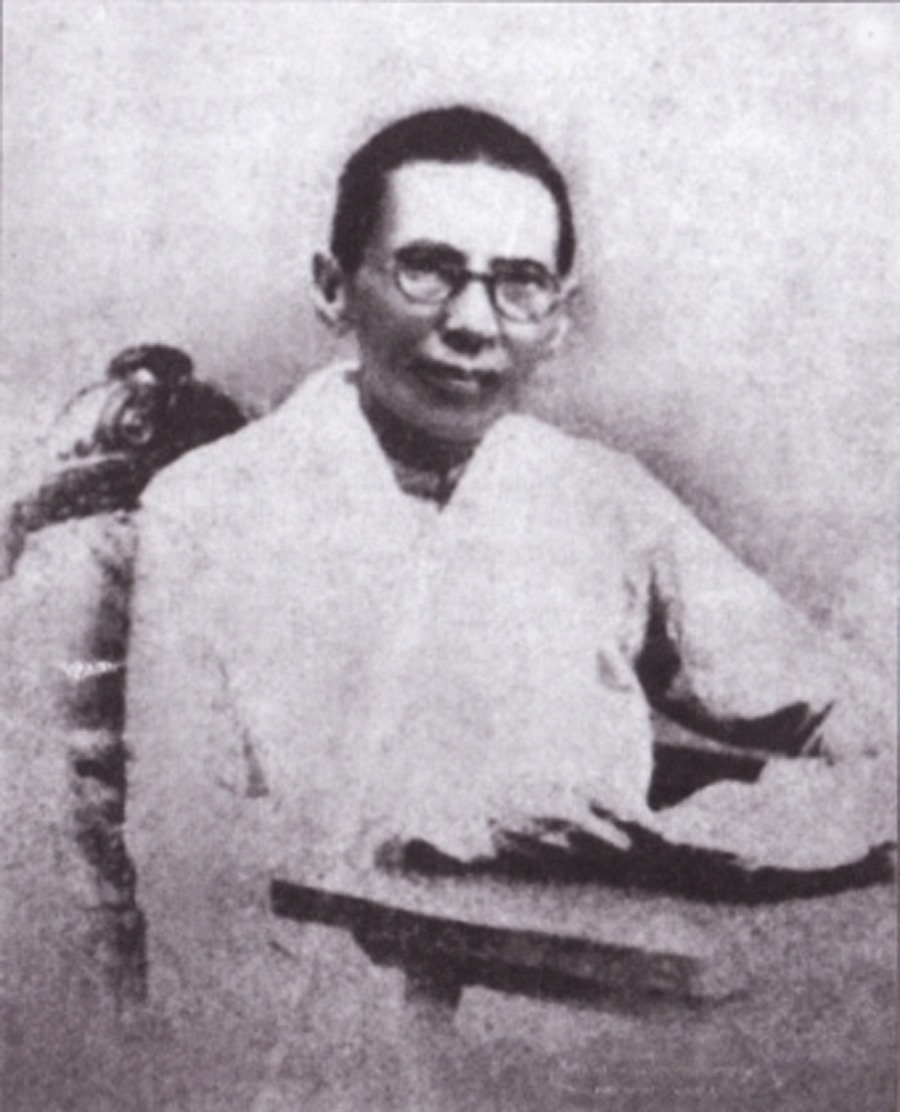
Đạm Phương nữ sử

Đạm Phương de su verdadero nombre Công Nữ Đồng Canh (Huế, 3 de junio de 1881-Thanh Hóa, 10 de diciembre de 1947) y conocida como "la letrada" (Đạm Phương nữ sử) era una poetisa, profesora, activista social feminista y periodista vietnamita. Su tercer hijo era el intelectual marxista y crítico literarioHải Triều (1908-1954).
Publicó para revistas como Nam Phong, Trung Bắc tân văn, Hữu Thanh, Thực nghiệp dân báo o Lục tỉnh tân văn.
En 1926, participó en la fundación y dirección de la Asociación Educativa Profesional Femenina de Huế( Nữ công học Hội Huế),.

## Obra
- Kim tú cầu (1928)
- Hồng phấn tương tri (1929)
- Năm mươi năm về trước" (1940)
- Giáo dục nhi đồng (1942)